# Agapornis

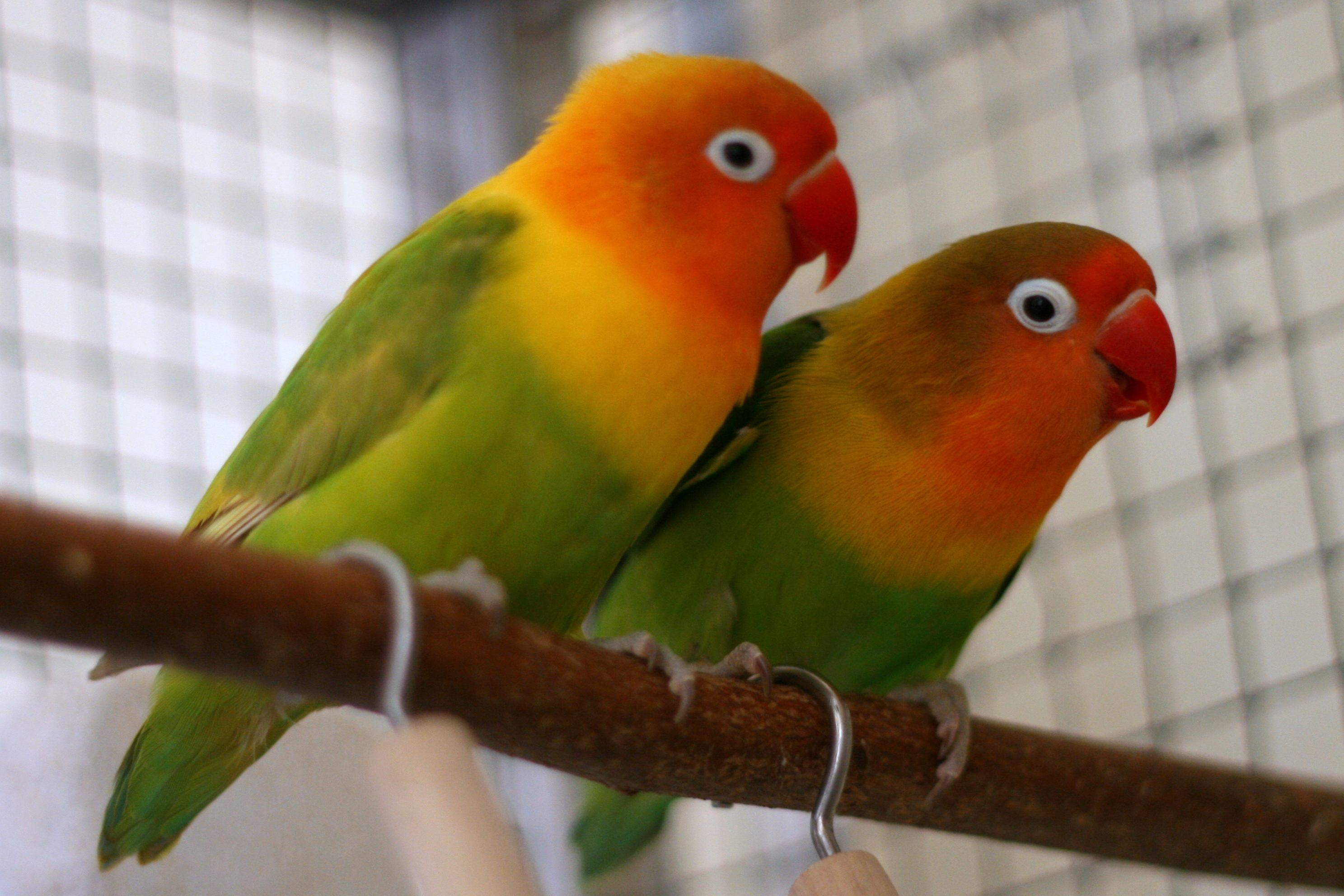
Barackfejű törpepapagáj (Agapornis fischeri)

A törpepapagáj (Agapornis) a madarak (Aves) osztályának a papagájalakúak (Psittaciformes) rendjébe, ezen belül a szakállaspapagáj-félék (Psittaculidae) családjába és a törpepapagáj-formák (Agapornithinae) alcsaládjába tartozó nem.

## Rendszerezés
A  nembe az alábbi 9 faj tartozik:

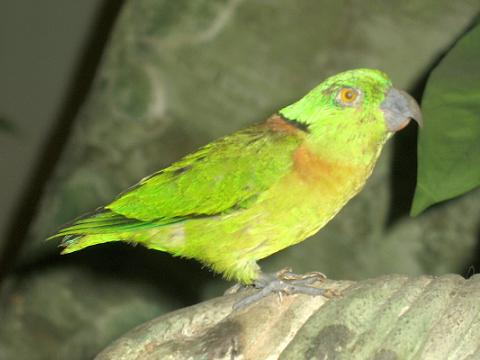
Szürkefejű törpepapagáj (Agapornis canus)
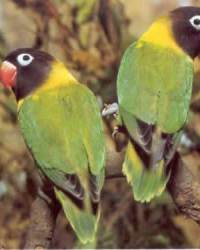
Barackfejű törpepapagáj (Agapornis fischeri), korábban őszibarackfejű papagáj vagy Fischer törpepapagája
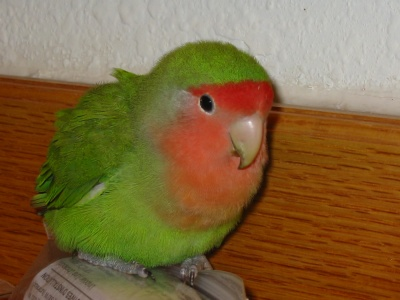
Liliana-törpepapagáj (Agapornis lilianae), korábban földieperfejű papagáj
- Kormosarcú törpepapagáj (Agapornis nigrigenis)
- Álarcos törpepapagáj (Agapornis personatus)
- Narancsfejű törpepapagáj (Agapornis pullarius)
- Rózsásfejű törpepapagáj (Agapornis roseicollis)
- Feketenyakú törpepapagáj (Agapornis swindernianus)
- Hegyi törpepapagáj (Agapornis taranta)

## Előfordulásuk
Afrikában és Madagaszkár szigetén honosak. Élőhelyük lehet a síkvidéki esőerdő éppúgy, mint a szavannaerdő, vagy a hegyvidéki erdő és a sziklák száraz világa. Egyes fajok alkalmazkodtak a művelésbe vont területek adottságaihoz, és szántók, kertek közelében telepedtek meg. Mások pedig, például a barack- és feketefejű papagáj, még a városi parkokba is bemerészkednek. A különféle törpepapagáj-fajok elterjedési területei általában élesen elhatárolódnak. Ha mégis átfedik egymást, a madarak nem versengenek sem a fészkelőhelyért, sem a táplálékért, hanem békésen élnek egymás mellett.

## Megjelenésük
Testhosszuk 13–18 centiméter közötti, szárnyfesztávolságuk 9–10,5 centiméter, testtömegük pedig fajtól függően 25–65 gramm.

## Életmódjuk
A törpepapagájok hűséges párkapcsolatukról ismertek. A párocska majdnem mindig együtt van, még a csapaton belül is csak ritkán szakadnak el egymástól. Kötődésüket a rendszeres, kölcsönös tisztálkodással és tollászkodással pecsételik meg. A törpepapagájok általában kis, legfeljebb 20 főből álló csapatokban élnek. Bizonyos esetekben azonban - például, ha egy fügefa roskadozik az érett fügéktől vagy a gazda gyümölcsöse érőre fordul -  akár több száz madár is látható egyszerre. A törpepapagájok ritkán merészkednek bejárt területük határain túlra. Minden reggel elhagyják alvóhelyüket, és a közelben keresnek táplálékot. Ha egy pár egyik tagja nekiindul, társa késlekedés nélkül követi őt. Egyes fajok csendesek és félénkek, legtöbbjük azonban lármás társaságot alkot. Hangjuk éles, fémes csengésű és magas.

### Táplálékuk és táplálkozásmódjuk
A különböző fajok étrendje meglehetősen változatos: a fajtól és az évszaktól függően magvakat, terméseket, bogyókat, levélrügyeket, virágokat, rovarokat és lárvákat ratalmaz. A madarak nagy és széles csőrükkel könnyedén feltörik még a kemény magokat is. Minden faj saját szokásai szerint keresi táplálékát. Egyesek a földön és az aljnövényzet között keresgélnek, mások a fákat látogatják. Majdnem minden faj táplálkozásmódja más. Érdekes, hogy még ott sem veszekednek az élelem miatt, ahol a különböző fajok területei átfedik egymást. A narancs- és a zöldfejű törpepapagájok például együtt fordulnak elő Nyugat- és Közép-Afrika egyes részein. A narancsfejűek túlnyomórészt a földön kutatnak fűmagok után, míg a zöldfejűek a fák koronájában találják meg betevő füge-, mag-, termés- és rovaradagjukat.

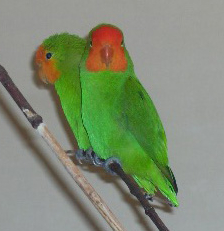
Narancsfejű törpepapagáj (Agapornis pullarius)

A törpepapagájok egyes fajai különálló párokban élnek, legtöbbjük azonban kolóniákban költ. Többnyire a tojó keres fészkelőhelyet, ő építi meg a fészket és játssza a főszerepet annak megvédésében. A fészek általában valamilyen üregben készül; lehet az faodú, odvas ág, egy pálmalevél és a törzs közötti mélyedés vagy egy repedés - sziklán vagy egy épületen. Vannak fajok, melyek lyukat vájnak a termeszfészekbe, sőt olyanok is, amelyek "átveszik" a szövőmadarak közös fészkeinek egy részét. A narancsfejűek csak egy kis párnát alakítanak ki gallyacskákból és fűből, a barackfejűek viszont szabályos, csésze alakú fészket építenek. A feketefejűek és kormosfejűek nagy, "boltozatos" fészket alkotnak hosszú növényi rostokból és fakéregből. A fészkelőhelyek körül sem adódik vetélkedés az egyes fajok között, ha körzeteik átfedik egymást: gyakran előfordul, hogy ugyanazon a fán több fészek is található. Miután a tojó lerakta tojásait, kikelti őket és szárnya alá veszi az éppen kikelt fiókákat. Később mindkét szülő részt vesz a fiókák etetésében.
Ivarérettségüket fogságban 1 éves korban érik el. Költési időszakuk, környezettől függöen, általában az esős időszak után. Fészekaljuk 3-8 tojásból áll, melyen 22-25 nap kotlanak. Fészekhagyás 5-6 hét után.

## Képek
- Feketenyakú törpepapagáj
(Agapornis swindernianus)
- Álarcos törpepapagáj (Agapornis personatus)
- Rózsásfejű törpepapagáj (Agapornis roseicollis)